# Качачки устанак
Качачки покрет је био серија албанских устанака у албански насељеним територијама у Косову, Вардарској Македонији и Санџаку од 1919. до 1927. године. Устанци су почели након завршетка Првог светског рата, када је Косово постало део нове Краљевине Срба, Хрвата и Словенаца (касније познате као Југославија). Делови албанског становништва који су се противили југословенској власти формирали су качачки герилски покрет под вођством Косовског комитета и водили војне операције и герилске нападе против југословенских војника и административних установа.
Као одговор на побуне, југословенске власти су спроводиле операције против устаника и цивилног становништва. У том периоду, бројни су злочини пријављени над албанским становништвом, укључујући масакре, разарање села и пљачку. Процењује се да је од 1918. до 1921. године убијено око 12.000 косовских Албанаца, а тај број је вероватно премашен до момента коначног гушења качачког покрета 1927. године, захваљујући заједничким напорима Југославије и Ахмета Зогу, који је растурио руководство Косовског комитета и сломио отпор већине качачких банди.
Југословенска колонизација Косова је интензивирана након гушења качачког покрета, а током међуратног периода, више од трећине пољопривредног земљишта на Косову је конфисковано од стране југословенских власти. Половина тог земљишта је подељена око 60.000 српско-црногорских колониста који су насељени на Косову током и након качачког покрета, док је између 90.000 и 150.000 Албанаца и других муслимана емигрирало са Косова у том периоду.

## Позадина
Пре стварања Независне албанске државе, Косово је било центар албанског национализма. Године 1878. основана је Призренска лига, која је функционисала као политичка и војна организација албанских лидера с циљем да брани албански насељена подручја од поделе. Такође је била центар побуне 1910 и 1912. године. Упркос томе што су српски извештаји наводили да Албанци чине преко 75% становништва, мањина која није била албанска (углавном Срби) чинила је мање од 25% и желела је да се прикључи Краљевини Србији. Ове територије насељене Албанцима су одвојене од Албаније 1913. године, али су готово сваке године дизали побуне против српских окупационих снага 1912, 1913, 1914, 1915. и два пута током 1919.
Многи Албанци на Косову и у Албанији противили су се укључивању у често мењане југословенске режиме, знајући да су нове југословенске снаге биле исте српско-црногорске трупе које су починиле масакре и етничка чишћења над албанским цивилима. Албанци су сматрали да је миран суживот недостижан с обзиром на терор и насиље које су доживели.
Након Првог светског рата, Србија је претрпела велике губитке током аустроугарске окупације, а на Косову је дошло до сукоба између Албанаца и Срба. Године 1918, створена је Краљевине СХС, која је задржала власт над Косовом. Услови за косовске Албанце су се погоршали спровођењем мера асимилације попут затварања албанских школа и подстицања Албанаца на емиграцију. Краљевина је подстицала насељавање српских и словенских колониста на Косову, чиме је започета југословенска колонизација Косова.
Делови албанског становништва који су пружали отпор српској власти на Косову организовали су оружани отпор против југословенских власти и формирали качаке. Под политичким вођством Хасана Приштине и Бајрама Цурија, покрет се базирао у Скадру и предводио га је Комитет за народну одбрану Косова, основан 1. маја 1918. Међу њиховим захтевима били су поновно отварање школа на албанском језику, признавање албанског као службеног језика и аутономија, са циљем уједињења Косова са Албанијом.

## Пораст Качачког покрета
Као директан одговор на војну репресију и српске напоре да разоружају Албанце и поставе српске градоначелнике и локалне званичнике, албански качаци у Македонији почели су да руше српске канцеларије, нападају судове и возове, и краду стоку; крајем 1918. године, само у региону Дебра украдено је око 10.000 животиња. Албански качаци били су активни и око Охрида и Битоља.
Незадовољни Косовски Албанци, окупљени око Хасана Приштине, основали су „Комитет за народну одбрану Косова” 1918. године са седиштем у Скадру, чији је главни захтев био уједињење Косова са Албанијом. Комитет су претежно чинили представници косовских Албанаца из албанске националне преродбе, а у то време је био под вођством Кадри Приштине.

### Устанак 1919. године
У месецима јануар—фебруар 1919. године, српске трупе су убиле 6.040 људи на Косову и уништиле 3.873 куће. Иако је број устаничких група на Косову растао, њихова деловања остала су локалног карактера. Потреба за координацијом била је све очигледнија, те је Комитет позвао на општи устанак 24. априла 1919. године, што је довело до настанка Качачког покрета. Поруке су дистрибуиране широм Косова преко поверљивих чланова Комитета, а српска влада је одговорила не само насиљем, већ и обманама, претњама и манипулацијама. Постављене су новчане награде за главе качачких вођа као што су Азем Галица, Садик Рама, Рамадан Шабани, Мехмет Коњухи и други.
Дана 28—29. априла 1919. године, дошло је до битке у селу Радишево између јединице Азема и Шоте Галице и југословенских снага. Ноћи 5. маја, њихова група је опколила Девич, административни центар у Дреници, и напала га следећег дана, 6. маја. Истог дана, на празник Ђурђевдан, званично је почео устанак у региону Лапуш и око Пећи, у складу са договором лидера. Најпознатији међу качачким вођама били су Бајрам Цури, Хасан Приштина и Азем Галица. Комитет је издао строга упутства својим борцима да не нападају ненаоружане Словене, да не пале куће и цркве, већ да гађају само југословенску војску и административне установе. Српске власти су их третирале као обичне разбојнике и одговориле суровим операцијама како против качака тако и против цивилног становништва.
Српски војни извештаји тог доба указују да се припремао велики устанак. Главни фронт био је у региону Дреница, где је средином маја 1919. било око 10.000 бораца под командом Азема Галице и Садика Раме. Штаб им се прво налазио у Ђурђевику, а потом у Сферки е Гашит, оба у Лапуши. Сва села између Ораховца, Дренице, Пећи и Истока била су ослобођена. После недеља жестоких борби, Југословени су привремено обуставили нападе и понудили преговоре, али су у суштини користили време да доведу појачања.
Азем и други лидери предочили су своје захтеве: престанак убијања Албанаца, признавање права на самоуправу, обустава колонизације, отварање албанских школа, званично признање албанског језика и прекид интернирања породица устаника. Југословени су одговорили још већим насиљем, а ангажован је све већи број српских милиција и четничких јединица.
Албанци нису веровали у искреност преговора и одбили су сваки договор док је југословенска војска била присутна на Косову. Да би спречили међународну пажњу, Југословени су довели нове трупе из Скопља и Ниша и 6. јуна 1919. покренули општи напад. Дана 7—8. јуна, напали су борце око Ораховца и спалили град. Срби су ангажовали 13 топова, 22 митраљеза и десетине хиљада војника. Погинуло је преко 600 устаника, а српска војска је такође имала тешке губитке. Битка око Ораховца и Ђурђевика Великог била је пресудна. Интензитет борби се потом смањио, неки устаници су се повукли у планине, а други пребегли у Албанију. Југословени су ангажовали своје најелитније артиљеријске јединице. Села са обе стране Белог Дрима су спаљена. Само у округу Ораховац уништено је преко 20 села, а стотине цивила — мушкараца, жена, стараца и деце — је убијено. Устанак је коначно угушен до новембра 1920. године, а многи качаци су побегли у Скадар.

## Неутрална зона Јуника
У априлу 1921. Азем Галица се вратио на Косово да оживи покрет качака. Као прорачунат чин провокације, југословенска влада је у пролеће 1921. интернирала породице осумњичених качака у логоре у централној Србији, што је појачало отпор, а југословенске власти су наставиле да формирају наоружане чете од локалних Срба ради борбе против качака. У јулу 1921. Косовски комитет је предао документ Друштву народа у коме су пријавили српске злочине над Албанцима и навели жртве. Забележено је да су српске снаге убиле 12.371 особу на Косову, затвориле 22.110 и спалиле око 6.000 кућа.
У покушају да ослаби покрет качака онемогућавањем подршке из Албаније, Југословени су подстицали пројугословенске фракције на северу Албаније да дигну побуну против владе, што је довело до краткотрајне Републике Мирдите. Уследила је оружана зона, а трупе обе државе прелазиле су границе једна друге. Неутрална зона Јуника је основана у новембру 1921. под покровитељством Друштва народа након честих граничних спорова између Албаније и Краљевине Југославије, сталног упада југословенске војске у албанску територију од 1918. године, као и непрекидних сукоба између албанских герилаца и југословенске војске. Већина качачких чета се базирала у неутралној зони, а неки од истакнутих чланова Косовског комитета, попут Хасана Приштине, такође су се преселили у Јуник.
Качаке је првенствено занимала самоуправа и очување традиционалног начина живота. Канун — збирка албанских обичајних закона — био је правна основа Неутралне зоне Јуника, која је била дубоко традиционално подручје састављено од више племенских вођа. Косовски комитет је функционисао више као веза са албанском државом, док је свакодневни живот у зони пратио традиционалне обичаје.
Иако је покрет качака био популаран међу Албанцима, није му се противила само југословенска влада, већ и Ахмет беј Зогу и његове присталице. Године 1922, Зогу — који је у том тренутку био министар унутрашњих послова Албаније и познати противник Косовског комитета — почео је да разоружава албанска планинска племена на северу земље, укључујући и оне у неутралној зони Јуника. Зогу је такође наредио надлежним телима да нападну неутралну зону и ликвидирају качаке где год их нађу, посебно у Јунику.
У марту 1922. Бајрам Цури, Хасан Приштина и Елез Исуфи предводили су неуспешан покушај свргавања Зогуа, који је касније 2. децембра 1922. постао премијер Албаније. Његови сукоби са косовским лидерима учинили су га жестоким противником покрета качака и Косова уопште. Зогов долазак на власт значио је крај албанске државне подршке Косову и постепено је ликвидирао или протерао у егзил вође Косовског комитета. У јануару 1923. Цури и Приштина су предводили још један неуспешан покушај свргавања Зогуа; између ова два покушаја, Зогу је у тајности склопио договор са Југославијом, обећавши уништење качачких чета између осталог. Азем Галица и његова главна јединица од око 1.000 качака били су издати Југословенима од стране Зогове власти. У јануару 1923. Зогове снаге, у координацији са Југословенима, напале су неутралну зону Јуника; качаци су напустили зону и повукли се дубље у Косово, а подручје је припало Југославији.
Исуф Механи, антиюгословенски албански вођа из Санџака, водио је чете у доњем санџачком подручју, укључујући Нови Пазар, Рожаје, Сјеницу, Колашин и Бихор од 1924. године.
Током покрета качака, Југословени су покушавали да умире Албанце на Косову помоћу наоружаних четничких чета и колониста, али на крају су међународни притисци и недостатак подршке Зогистичког режима у Албанији довели до краја покрета качака.
Покрет качака је коначно поражен 1927. године. Лидери албанског отпора су или погинули у борби, као Азем Галица 1924, или су убијени и ликвидирани од стране Зогистичког режима, попут Хасана Приштине и Бајрама Цурија. Косовски комитет је разбијен од стране Зогове власти, а Косово је остало под контролом Југославије.

## Последице
Према писању Сабрине П. Рамет, приближно 12.000 Албанаца је убијено на Косову између 1918. и 1921. године. Према неким изворима, између 1912. и 1920. године, 150.000 Албанаца је протерано са Косова од стране Срба. У јулу 1921, Косовски комитет је забележио да су Срби убили 12.371 косовског Албанца и затворили још 22.110. До тренутка када је Качачки покрет сломљен, ти бројеви су вероватно били премашени.
Више од 6.000 Албанаца (углавном цивила) је убијено од стране југословенских снага у јануару и фебруару 1919. године, уз уништење 3.873 куће и протеривање 40.000 Албанаца са Косова до 1921, који су били приморани да побегну у Албанију. Постепено је дошло и до егзодуса косовских Албанаца у Турску, који је до 1939. године обухватио око 45.000 људи.
Након Качачког покрета, југословенске власти су појачале процес колонизације Косова, при чему се око 60.000 српских и црногорских колониста населило у том региону, укључујући и оне који су учествовали у репресији. Југословенска влада је ову политику представљала као аграрну реформу, која је у теорији требало да користи и Албанцима, али су они добијали знатно мање парцеле од српских колониста. Земљишна реформа је такође довела до тога да закупци у српски контролисаним деловима Косова, Македоније и Новог Пазара престану да плаћају ренту својим углавном муслиманским земљопоседницима. Иако реформа није била у потпуности спроведена до почетка Другог светског рата 1941. године, око 200.000 хектара пољопривредног земљишта на Косову (више од трећине укупне пољопривредне површине) је одузето од првобитних власника у међуратном периоду, а половина тог земљишта је подељена колонистима. Поред тога, у међуратном периоду се из Косова иселило око 90.000 до 150.000 Албанаца и других муслимана.
Током Другог светског рата, Косово је прикључено Албанији, и током окупације, албанске власти су протерале или натерале на бег између 70.000 и 100.000 Срба са Косова. Истовремено су били на мети и југословенски колонисти, док су из Албаније у Косово били доведени 72.000 албанских колониста.